# Zelotes shantae
Zelotes shantae este o specie de păianjeni din genul Zelotes, familia Gnaphosidae, descrisă de Benoy Krishna Tikader în anul 1982. Conform Catalogue of Life specia Zelotes shantae nu are subspecii cunoscute.